# Seuleungging Beurabo
Seuleungging Beurabo is een bestuurslaag in het regentschap Pidie van de provincie Atjeh, Indonesië. Seuleungging Beurabo telt 300 inwoners (volkstelling 2010).